# Дейнан, Элизабет
Элизабет Мэри Дейнан (англ. Elizabeth Mary Deignan, урожденная Армитстед, Armitstead; род. 18 декабря 1988, Отли, Уэст-Йоркшир) — британская профессиональная велогонщица, выступающая на треке и шоссе. Участница команды «Trek-Segafredo». Чемпионка мира и Игр Содружества в шоссейных велогонках, обладательница Женского мирового шоссейного кубка UCI, серебряный призёр летних Олимпийских игр 2012 года в групповой гонке. Она выигрывала чемпионат Великобритании по шоссейному велоспорту четыре раза — в 2011, 2013, 2015 и 2017 годах.
Помимо успехов в шоссейных велогонках, Армитстед становилась чемпионкой мира на треке в 2009 и 2010 годах, в том числе в составе сборной с Джоанной Роуселл и Венди Хувенагель .

## Ранние годы
Элизабет Армитстед родилась в Отли в Западном Йоркшире. Там она училась в гимназии принца Генри. Она начала заниматься велоспортом в 2004 году после того, как её школу посетила команда поиска талантов в велоспорте, основанная британской федерацией велоспорта.

## Карьера

### 2005—2009: трековые велогонки

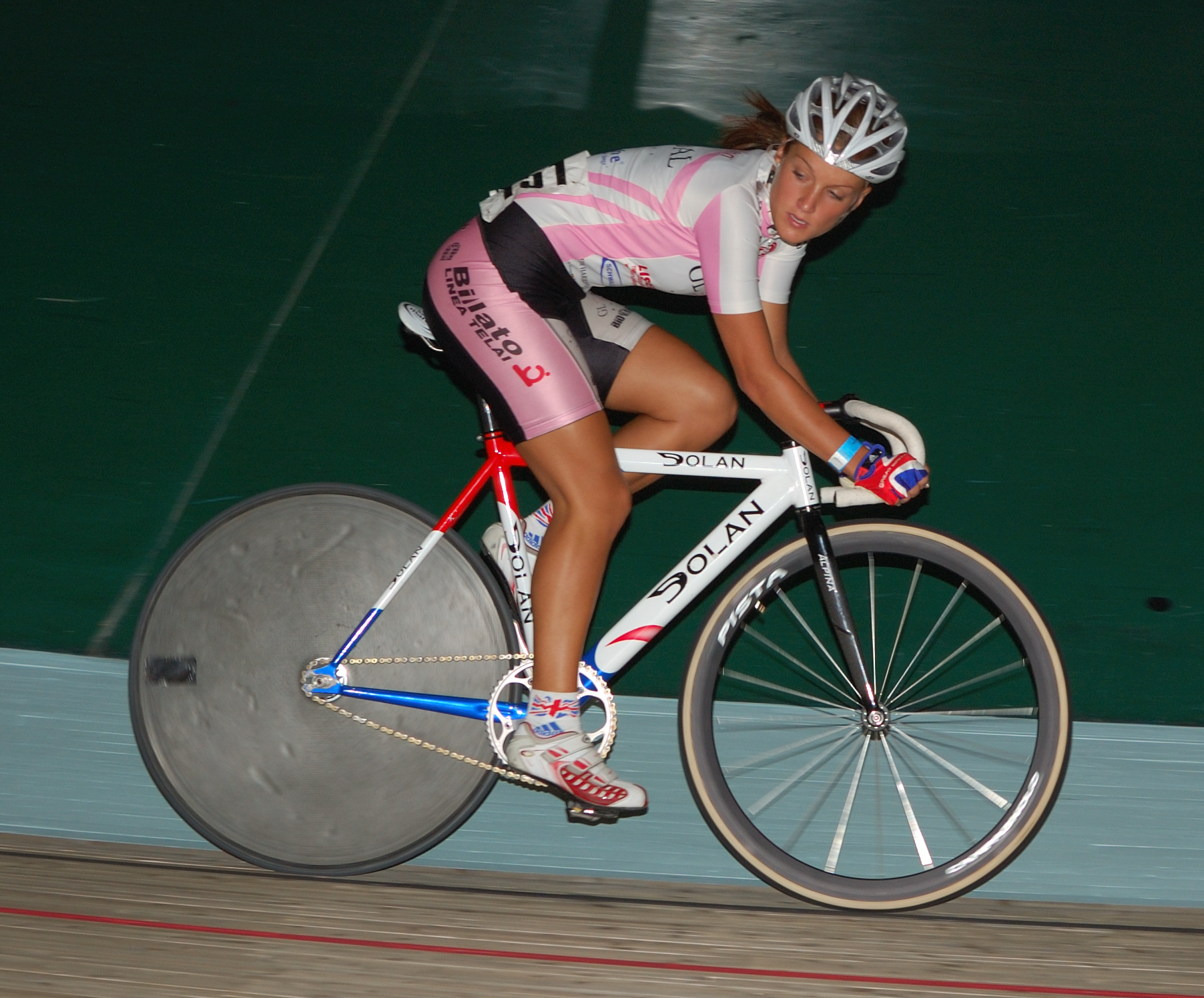
Дейнан на соревнованиях в Манчестере (2007)

Дейнан выиграла серебряную медаль в скрэтче на чемпионате мира среди юниоров в 2005 году. Она становилась чемпионкой Европы среди юниоров до 23 лет в 2007 и 2008 годах и заняла второе место в гонке по очкам в 2007 году. На Кубке мира сезона 2008/2009 она выиграла семь золотых медалей после участия на трех из пяти этапов.
Дейнан была в составе сборной в гонке преследования. Великобритания золотые медали на чемпионате мира на треке 2009 года. Элизабет также участвовала в скретче, где, несмотря на ошибку на заключительном этапе гонки, она сумела вернуться в борьбу и завоевать серебряную медаль. В гонке по очкам она завоевала бронзу.

### 2009—2011: дебют на шоссе
Дейнан также участвовала и в шоссейных гонках: в 2008 году она входила в состав сборной, которая на протяжении гонки помогла Николь Кук выиграть золото на чемпионате мира в Варезе. Элизабет выиграла гонку на чемпионате Великобритании до 23 лет, а также серебро на взрослом уровне. В том же сезоне она также участвовала на Туре Ардеш и выиграла юношескую Джиро д’Италия. Зимой Дейнан взяла два золота на манчестерском этапе Кубка мира и два серебра на чемпионате мира 2010 года. В 2010 году она выступала за Cervélo TestTeam. В том же году она выиграла еще три этапа Тура Ардеш и серебряную медаль на Играх Содружества 2010 в Дели. Дейнан решила остаться в команде, которая стала называться Garmin-Cervélo в 2011 году.

### 2012
В 2012 году Дейнан перешла в нидерландскую команду «AA Drink–leontien.nl» и готовилась клетним Олимпийским играм 2012 года. Армитстед одержала победы на Омлоп Хет Ниувсблад и Гент — Вевельгем. В Лондоне на Олимпиаде она выиграла серебряную медаль в групповой гонке, уступив только нидерландской велогонщице Марианне Вос. Элизабет стала первым спортсменом Великобритании, выигравшим медаль на Играх 2012 года.

### 2013
Из-за расформирования команды Армитстед она была вынуждена искать новую, и в итоге перешла в «Boels–Dolmans». В течение сезона спортсменку беспокоили боли в желудке. Затем выяснилось, что причиной стала грыжа пищеводного отверстия диафрагмы. Даже несмотря на проблемы со здоровьем, Дейнан сумела одержать победу на британском национальном чемпионате в Глазго.

### 2014

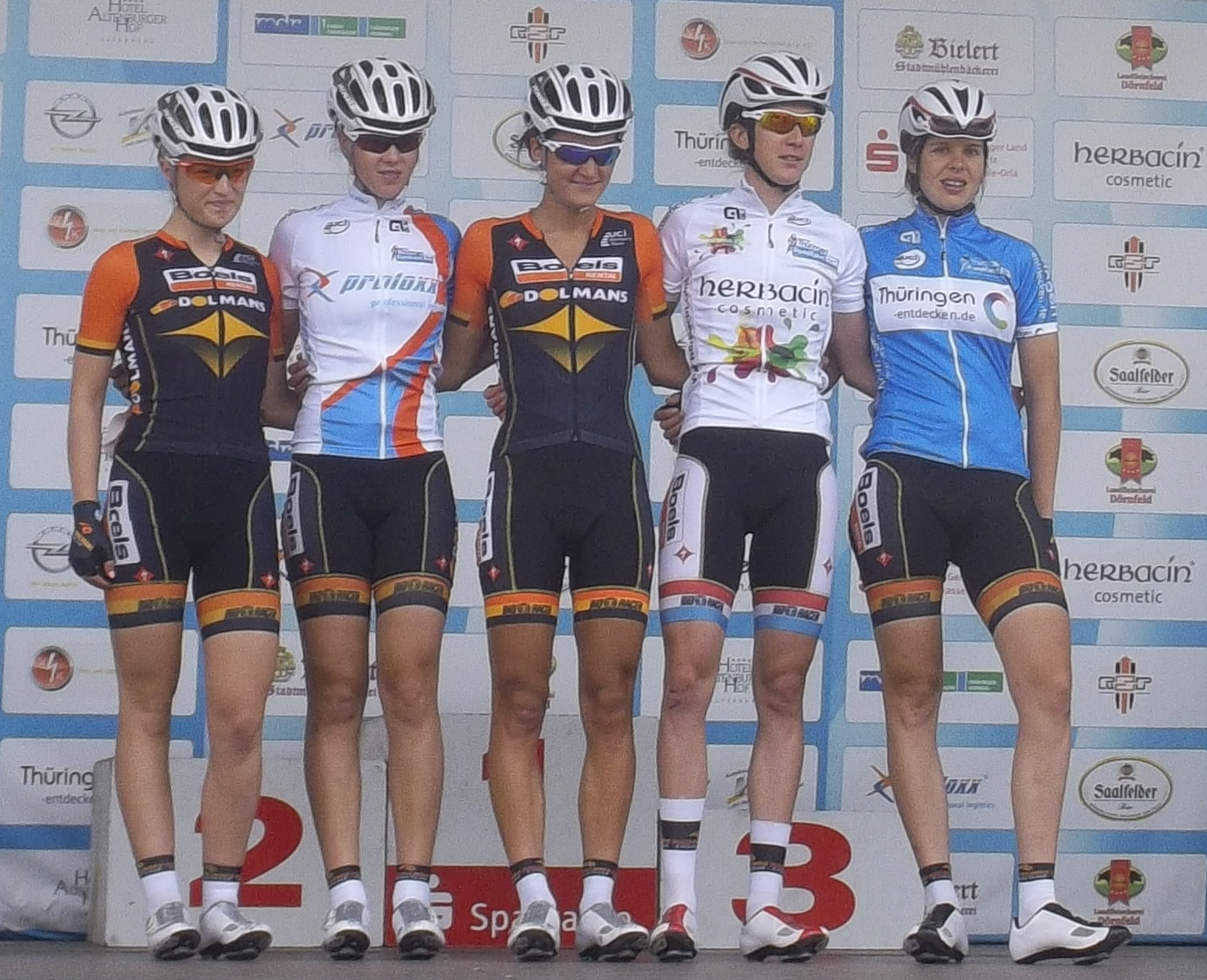
Дейнан во время соревнований в Тюрингии (2014)

В апреле 2014 Армитстед продлила контракт с «Boels–Dolmans» до конца 2016 года. В сезоне она победила на Омлоп Хет Ниувсблад, а спустя неделю выиграла первую гонку Кубка мира в сезоне благодаря помощи напарницы по команде Эллен ван Дейк на последних километрах гонки. На третьем этапе Кубка мира во Фландрии она финишировала второй после ван Дейк. 27 июля 2014 года Дейнан приняла участие в гонке во Франции, но за 1 километр до финиша попала в завал. Через неделю она выиграла золото на Играх Содружества. Армитстед обогнала Эмму Пули за 7 километров до финиша и оторвалась от неё, обеспечив себе первую золотую медаль крупных соревнований. Дейнан выиграла золото и на чемпионате мира по шоссейным гонкам 24 августа 2014 года. На Опен Воргорда RR она заняла восьмое место и этого оказалось достаточно, чтобы закрепить за собой титул в общем зачете Кубка мира.

### 2015
В июне Дейнан была вынуждена отказаться от участия в туре после столкновения с фотографами на первом этапе тура в Саффолке. Однако через десять дней она уже снова участвовала и завоевала в третий раз титул чемпионки Великобритании и возглавила мировой рейтинг. В августе она одержала победу в последней гонке сезона Кубка мира, Гран-при Плуэ, опередив Анну ван дер Брегген, и таким образом защитила титул.
Дейнан стала чемпионкой мира в Ричмонде, в финишном спринте опередив ван дер Брегген. Элизабет стала четвёртой британкой, которая сумела выиграть титул чемпионки мира после Берил Бертон, Мэнди Джонс и Николь Кук.

### 2016
Заявленной целью Дейнан на сезон 2016 года была групповая гонка на Олимпийских играх 2016 года. В начале сезона, как и в прошлом году, Элизабет выиграла ряд однодневных гонок. Она одержала четыре победы в первом сезоне Мирового тура UCI; Страде Бьянке, Трофее Альфредо Бинда, Туре Фландрии. Также она завоевала главный титул на Вуменс Туре. Она также одержала победы в гонках Boels Rental Hills Classic и Omloop Het Nieuwsblad. На Олимпийских Играх она заняла пятое место.

#### Пропуск допинг-тестов
В 2016 году Дейнан могла получить дисквалификацию, которая бы помешала участию в Олимпийских играх . Ее обвинили в том, что она пропустила три теста на допинг в течение 12 месяцев (20 августа 2015 года, 5 октября 2015 года и 9 июня 2016 года), что могло повлечь за собой четырехлетнюю дисквалификацию. Однако в Спортивном арбитражном суде Дейнан утверждала, что первая пропущенная проверка произошла не по ее собственной вине, а по вине органов, проводящих тестирование. CAS встал на сторону британки и не наложил на неё дисквалификации. Это решение вызвало критику.
В интервью 5 августа 2016 года она сказала, что верит, что люди будут вечно сомневаться, что она является «чистой». Чемпион мира по сквошу Джеймс Уиллстроп поддержал Дейнан, утверждая, что сложность процедур тестирования может легко привести к пропущенным тестам, и отмечая, что в 2016 году у нее было 16 отрицательных результатов.

### 2017
Сезон 2017 года для Дейнан начался непросто: после того, как она заняла третье место на Страде Бьянке, она заболела и не могла тренироваться в полную силу. Тем не менее, к Арденнской классике она восстановилась. Она заняла вторые места, уступив партнёрше ван дер Брегген в гонках Амстел Голд Рейс, Флеш Валонь и Льеж — Бастонь — Льеж. Впоследствии она одержала свою первую победу в сезоне на Туре Йоркшира в апреле, почти на минуту опередив ближайших соперниц. Она одержала еще одну победу на чемпионате Великобритании, проходившем на острове Мэн в июне. Это стал её четвёртый титул.
В следующем месяце она финишировала второй на Тур де Франс, уступив Аннемик ван Влейтен. Элизабет заявила, что была «удивлена» своим выступлением, никогда раньше не добиваясь успеха на финише на вершине горы. В августе она одержала свою первую победу на мировом туре на Гран-при Плуэ — Бретань, оторвавшись от соперников вместе с Полин Ферран-Прево на последнем подъеме и затем опередив соперницу в финишном спринте. Она стала третьей женщиной, дважды выигравшей гонку. Из-за заболевания аппендицита она была вынуждена пропустить оставшуюся часть сезона.

### Статистика выступления наГранд-турах
| Гонка / Год          | 2009           | 2010           | 2011           | 2012           | 2013           | 2014           | 2015           | 2016           | 2017           | 2018           | 2019           | 2020           | 2021           | 2022           | 2023           | 2024           |
| -------------------- | -------------- | -------------- | -------------- | -------------- | -------------- | -------------- | -------------- | -------------- | -------------- | -------------- | -------------- | -------------- | -------------- | -------------- | -------------- | -------------- |
| Рут де Франс феминин | DNF            | 4              | —              | —              | 6              | —              | —              | —              | не проводилась | не проводилась | не проводилась | не проводилась | не проводилась | не проводилась | не проводилась | не проводилась |
| Тур де л'Од феминин  | 14             | 24             | не проводилась | не проводилась | не проводилась | не проводилась | не проводилась | не проводилась | не проводилась | не проводилась | не проводилась | не проводилась | не проводилась | не проводилась | не проводилась | не проводилась |
| Джиро д’Италия Донне | 15             | —              | DNF            | DNF            | —              | —              | DNF            | DNF            | 45             | —              | —              | 30             | 4              | —              | 38             | —              |
| Тур де Франс Фамм    | не проводилась | не проводилась | не проводилась | не проводилась | не проводилась | не проводилась | не проводилась | не проводилась | не проводилась | не проводилась | не проводилась | не проводилась | не проводилась | —              | 35             | —              |
| Ла Вуэльта Фамм      | не проводилась | не проводилась | не проводилась | не проводилась | не проводилась | не проводилась | не проводилась | не проводилась | не проводилась | не проводилась | не проводилась | —              | —              | —              | 47             | DNF            |

### Рейтинги
| Год                 | 2009 | 2010 | 2011 | 2012  | 2013 | 2014 | 2015 | 2016 | 2017 | 2018 | 2019 | 2020 | 2021 | 2022 | 2023 | 2024  |
| ------------------- | ---- | ---- | ---- | ----- | ---- | ---- | ---- | ---- | ---- | ---- | ---- | ---- | ---- | ---- | ---- | ----- |
| Мировой рейтинг UCI | 58-й | 15-й | 9-й  | 14-й  | 17-й | 3-й  | 2-й  | 6-й  | 9-й  | -    | 44-й | 5-й  | 22-й | -    | 60-й | 128-й |
| Мировой кубок UCI   | 53-й | -    | 7-й  | 107-й | 14-й | 1-й  | 1-й  |      |      |      |      |      |      |      |      |       |
| Мировой тур UCI     |      |      |      |       |      |      |      | 3-й  | 7-й  | -    | 21-й | 1-й  | 17-й | -    | 60-й | 94-й  |
|                     |      |      |      |       |      |      |      |      |      |      |      |      |      |      |      |       |
| Источник: UCI       |      |      |      |       |      |      |      |      |      |      |      |      |      |      |      |       |

## Личная жизнь
Элизабет вышла замуж за своего друга, профессионального велосипедиста-шоссейника Филипа Дейнана в Отли 17 сентября 2016 года. Их ребёнок по имени Орла родился в сентябре 2018 года.
Элизабет проживает в Отли и в Монако. Дейнан с 10 лет является пескетарианцем.